# Krwawa łaźnia w Stabłowicach
Krwawa łaźnia w Stabłowicach, niem. Stabelwitzer Blutbad – zbrojne przejęcie kościoła w Stabłowicach w 1653 roku przez austriackich żołnierzy, w wyniku której śmierć poniosło od kilku do kilkunastu mieszkańców wsi.
Zgodnie z postanowieniami pokoju westfalskiego kończącego wojnę trzydziestoletnią cesarz Ferdynand III Habsburg zarządził zwrot świątyń przejętych przez protestantów katolikom. 13 grudnia 1653 roku do podwrocławskich Stabłowic przybyła komisja cesarska i zażądała przekazania kluczy do kościoła i odejścia pastora. Sprzeciwili się temu uzbrojeni miejscowi chłopi. Po kilku dniach bezowocnych rokowań do wsi przybył oddział żołnierzy z Wrocławia i siłą usunął broniących pastora mieszkańców. Według różnych źródeł od kul i w wodach pobliskiej Bystrzycy miało zginąć od kilku do kilkunastu osób.